# Вербовцы (Шепетовский район)
Вербовцы (укр. Вербівці) — село в Шепетовском районе Хмельницкой области Украины.
Почтовый индекс — 30445. Телефонный код — 3840. Занимает площадь 194 км². Код КОАТУУ — ?.

## История
В 1906 году — село Сульжинской волости Изяславского уезда Волынской губернии Российской империи. Расстояние от уездного города 20 вёрст, от волостного центра - 1. Дворов 245, жителей 1368.

## География
Деревня расположена на берегу реки Хомора в 35 км к югу от города Шепетовка. 

## Улицы
В селе 6 улиц: Центральная, Величко, Садовая, Молодёжная, Казацкая, Шевченко.

## Население
Согласно переписи УССР 1989 года, численность населения села составляла 898 человек, из которых 397 мужчин и 501 женщин.
По переписи населения Украины в 2001 году в селе проживало 801 человек.

## Достопримечательности
- В селе находится ботанический памятник природы — Вербовецкие дубы.

## Местный совет
30444, Хмельницкая обл., Шепетовский р-н, с. Вербовцы